# Nactus coindemirensis
Nactus coindemirensis là một loài thằn lằn trong họ Gekkonidae. Loài này được Bullock, Arnold & Bloxam mô tả khoa học đầu tiên năm 1985.